# ایسکوژینو (شهرستان زیلایرسکی، باشقیرستان)
ایسکوژینو (انگلیسی: Iskuzhino, Zilairsky District, Republic of Bashkortostan) یک شهرک در شهرستان زیلایرسکی استان باشقیرستان کشور روسیه است.